# Butlletí del Foment de la Sardana l'Harmonia
El Butlletí del Foment de la Sardana l'Harmonia fou una publicació periòdica mensual que va veure la llum al desembre de 1931. Portaveu de l'entitat Foment de la Sardana de Tarragona. De caràcter mensual, escrit en català i difós entre els associats de l'entitat. El núm.49 fou el darrer en publicar-se, es correspon al mes de juliol de 1936. Pel que fa a la seva naturalesa i orientació, cal tenir present que, Foment de la Sardana era una agrupació cultural amb una forta empremta catalanista fet que queda reflectit en la publicació. Butlletí de 8 pàgines (dues de coberta) a dues columnes. Pel que fa al format 26,5x19,5 cm foren les mides habituals, exceptuant els números especials. Les mides de la capçalera van variar al llarg del temps.

L'aparició de "El Butlletí del Foment de la Sardana l'Harmonia" que portava per subtítol: "Adherit a la Lliga Sardanista", va coincidir amb la commemoració del 5è aniversari de l'entitat l'any 1931. Pel que fa als seus fundadors, es consideren com a tal, la junta formada per: el president, Carles Pallach; vicepresident: Narcís Pei; secretari: Ramon Agulló; tresorer: Simeó Òdena; vocals: Jaume Brei, Francesc Montesinos i Josep Llaveria.
| « | Un pas més hem aconseguit en donar a llum el nostre Butlletí, portaveu dels nostres associats. Dic un pas més, i en són dos. L'un perquè s'escau l'aniversari cinquè del nostre Foment, i el segon que després d'una sèrie de temps, més de dos anys que el nostre anhel era poder gaudir d'un Butlletí mensual, els nostres socis poguessin bé enterar-se de la marxa, del desenvolupament, del nostre Foment; i encara, perquè aquell soci les ocupacions priven de concórrer a les festes que l'entitat celebra, pugui també enterar-se'n, anar al corrent de les nostres activitats. | » |

A partir de l'any 1936 la capçalera es va modificar i el butlletí es va passar a titular: "Foment de la Sardana l'Harmonia". Això, va comportar una modificació en la posició de l'escut que, en un principi, apareixia centrat i que amb la variació esmentada, l'escut es va moure fins a situar-lo a la dreta del titular.
Imprès a Gràfiques Forès i amb la redacció i administració a la carretera de Barcelona, núm. 20; Aquestes van canviar diverses vegades d'ubicació al llarg de la seva història: primer al carrer Cos del Bou, núm. 19 i després a l'Ateneu de Tarragona situat a la Rambla 14 d'Abril de Tarragona.
Pel que fa als aspectes econòmics l'administrador era Josep Brei, que dimití del seu càrrec al setembre de 1933. Els exemplars no estaven a la venta, es distribuïen entre els socis de l'entitat.
Carles Pallach fou el seu director fins al maig del 1933, que fou substituït per Josep Carner i Simeó d'Òdena fins a l'any 1935, any en què, la general, va nomenar com a director del butlletí a Martí Mèlich i Rull.
Com a col·laboradors habituals hi podem trobar a: Ramon Agulló i Panisiello, Domènech Aleu, Josep Salvador, Rafael Homedes i Mundo, Josep Verges i Vinyes, Martí Mèlich i Rull, Alfons Miquel i Roca, Joaquim Icart i Leonila, Maria del D. Díaz, Alfred Gilabert i Punsada, J. M. Recasens, Dolors Huguet...
El butlletí era il·lustrat i en diversos números hi apareixien fotografies, alguns exemples són: "El Palau d'August" i "Grup sardanista" (febrer 1936), "Portal del Fòrum" i el "Port de Tarragona" (núm.45, març de 1936), "Torre dels Escipions" i "Balcó del Mediterrani" (núm.46, abril 1936).
Pel que fa a les seccions s'hi podia trobar: articles d'opinió sobre el fet sardanístic i aspectes polítics referents a l'entitat nacional de Catalunya. Notícies breus, programes d'actuacions, serveis municipals, naixements, casaments, etc. També lletres de cançons de sardanes, opinions de veïnat, secció de l'esbart dansaire, etc.
L'últim butlletí fou el núm.49 i es va publicar al juliol de 1936.
A la Biblioteca Hemeroteca Municipal de Tarragona (BHMT) es conserva pràcticament tota la col·lecció, exceptuant alguns números de l'any 1934 i 1935.